# Río Chillán
El río Chillán es un curso natural de agua que fluye en la Provincia de Diguillín en la Región de Ñuble, Chile. Nace en los nevados de Chillán y desemboca en el río Ñuble.

## Trayecto
Nace en los nevados de Chillán y discurre en dirección noroeste hasta llegar a la ciudad de Chillán, donde su curso tuerce hacia el sur y luego al oeste, hasta alcanzar por el sur la localidad de Chillán Viejo. Desde este punto, sigue en dirección suroeste, hasta la localidad de Nebuco, donde es atravesado por la Carretera Panamericana. Desde este punto, discurre en dirección noroeste, siendo atravesado por la ruta que une Chillán con Confluencia. Desde este último punto y hasta su desembocadura en el río Ñuble hay aproximadamente dos kilómetros.

## Caudal y régimen
Toda la cuenca del río Itata presenta (con excepción de la cuenca alta del río Ñuble) un régimen pluvial.: 19 

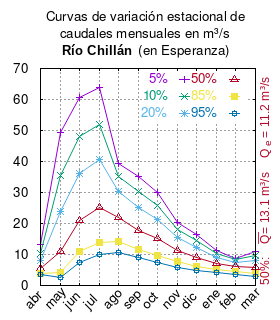
Curvas de variación estacional del río Chillán en Esperanza.

El caudal del río (en un lugar fijo) varía en el tiempo, por lo que existen varias formas de representarlo. Una de ellas son las curvas de variación estacional que, tras largos periodos de mediciones, predicen estadísticamente el caudal mínimo que lleva el río con una probabilidad dada, llamada probabilidad de excedencia. La curva de color rojo ocre (con {\displaystyle {\color {Red}\vartriangle }}) muestra los caudales mensuales con probabilidad de excedencia de un 50%. Esto quiere decir que ese mes se han medido igual cantidad de caudales mayores que caudales menores a esa cantidad. Eso es la mediana (estadística), que se denota Qe, de la serie de caudales de ese mes. La media (estadística) es el promedio matemático de los caudales de ese mes y se denota {\displaystyle {\overline {Q}}}. 
Una vez calculados para cada mes, ambos valores son calculados para todo el año y pueden ser leídos en la columna vertical al lado derecho del diagrama. El significado de la probabilidad de excedencia del 5% es que, estadísticamente, el caudal es mayor solo una vez cada 20 años, el de 10% una vez cada 10 años, el de 20% una vez cada 5 años, el de 85% quince veces cada 16 años y la de 95% diecisiete veces cada 18 años. Dicho de otra forma, el 5% es el caudal de años extremadamente lluviosos, el 95% es el caudal de años extremadamente secos. De la estación de las crecidas puede deducirse si el caudal depende de las lluvias (mayo-julio) o del derretimiento de las nieves (septiembre-enero).

## Historia
La ciudad de Chillán fue fundada en la rivera norte de este río por Martín Ruiz de Gamboa el 26 de junio de 1580 en el lugar hoy conocido como "El Bajo", al sur de Chillán Viejo, con el nombre de San Bartolomé de Gamboa, nombre que no prosperó, prevaleciendo el dado al lugar por los indígenas y que tomaron del río. De esta manera, la ciudad de Chillán le debe su nombre al río en cuyas orillas fue fundada.
El terremoto del 25 de mayo de 1751 arrasó la ciudad y cambió el curso principal del cauce del río hacia el denominado "estero de La Lajuela", que es por donde discurre actualmente, quedando el antiguo cauce paulatinamente seco, abandonado y desconectado del principal, pasando a ser conocido como estero Río Viejo al igual que el sector donde se producía la bifurcación en dos brazos.
En sus orillas, cerca de Pinto, se libró el combate de Vegas de Saldías, que puso fin a la montonera de Vicente Benavides, en el periodo conocido como la Guerra a Muerte.
Francisco Astaburuaga escribió en 1899 en su obra póstuma Diccionario geográfico de la República de Chile sobre el río, mencionando que se dividía aun por entonces en dos brazos:
Chillán (Río de).-—Procede de los contrafuertes occidentales del volcán de su nombre. Corre hacía el O. por un lecho ceñido al principio de alturas selvosas de las faldas de los Andes; pasa por la proximidad del norte de la ciudad de Pinto, frente á la cual tiene un puente, construido en 1889, en el camino que va á Coihueco. Entra en el valle ó llano central, donde comienza á perder la rapidez que traía y á seguir por un lecho bajo y extendido hasta acercarse á la ciudad de Chillán Viejo, cuyo costado sur baña, y luego se divide en dos brazos, continuando el principal hacia el SO. por un cauce ó tajo estrecho y profundo, que ha escomido desde fines del siglo pasado y sobre el cual tiene otro puente. Reunido poco después en un cuerpo y aumentado con los pequeños riachuelos de Cadacada, Bollén y Quilmo, que recibe por su izquierda, y el Maipón, por su derecha, va hacia el NO. á echarse en la izquierda del río Ñuble á unos 18 kilómetros al O. de la ciudad de Chillán. Su curso es de mediano caudal y de 80 á 85 kilómetros de longitud. Alimenta una veintena de canales que riegan los campos vecinos á sus márgenes.